# Ka-22
Ka-22 (oznaczenie NATO Hoop) – rosyjski śmigłowiec transportowy zaprezentowany na wystawie w Moskwie 9 lipca 1961 roku. Pół-śmigłowiec, pół-samolot, eksperymentalna konstrukcja z czasów zimnej wojny.